# Glauconycteris argentatus
Glauconycteris argentatus är en fladdermusart som först beskrevs av George Edward Dobson 1875.  Glauconycteris argentatus ingår i släktet Glauconycteris och familjen läderlappar. Inga underarter finns listade i Catalogue of Life.
Arten förekommer i centrala Afrika från Kamerun till Kenya och söderut till norra Angola och centrala Tanzania. Habitatet utgörs av tropiska fuktiga skogar i låglandet och av fuktiga savanner. Individerna vilar i trädens eller buskarnas bladverk.